# Bzovík
Bzovík és un poble i municipi d'Eslovàquia. Es troba a la regió de Banská Bystrica.

## Història
La primera menció escrita de la vila es remunta al 1135.

## Demografia
| Godina             | 1994 | 2004    | 2014   | 2024   |
| ------------------ | ---- | ------- | ------ | ------ |
| Nombre de persones | 924  | 1048    | 1148   | 1116   |
| Diferència         |      | +13,41% | +9,54% | −2,78% |

| Godina             | 2023 | 2024   |
| ------------------ | ---- | ------ |
| Nombre de persones | 1119 | 1116   |
| Diferència         |      | −0,26% |